# Prétérisme
Le prétérisme est une doctrine de l’eschatologie protestante selon laquelle les textes prophétiques de la Bible évoquent des événements qui se sont déjà produits. Le mot vient du latin praeter (« devant » ou « au-delà »).  On distingue le prétérisme plein (ou constant), qui s’applique à la totalité des prophéties, et le prétérisme partiel, qui n’en concerne que la plupart.
La mise en œuvre systématique la plus ancienne de ce type d'interprétation des Écritures remonte à Joachim de Flore, mort en 1202, dans son Expositio in Apocalypsim. Historiquement, elle est liée d'abord à des courants déviants de l'orthodoxie catholique, puis au protestantisme, où elle est concrètement liée à une diabolisation de l'institution papale (identifiée à la Grande Prostituée de l'Apocalypse), surtout depuis Jean Huss et Martin Luther. Cependant elle est aussi reprise par certains auteurs catholiques comme Bossuet, dans le cadre d'une controverse avec le protestantisme.

## Présentation

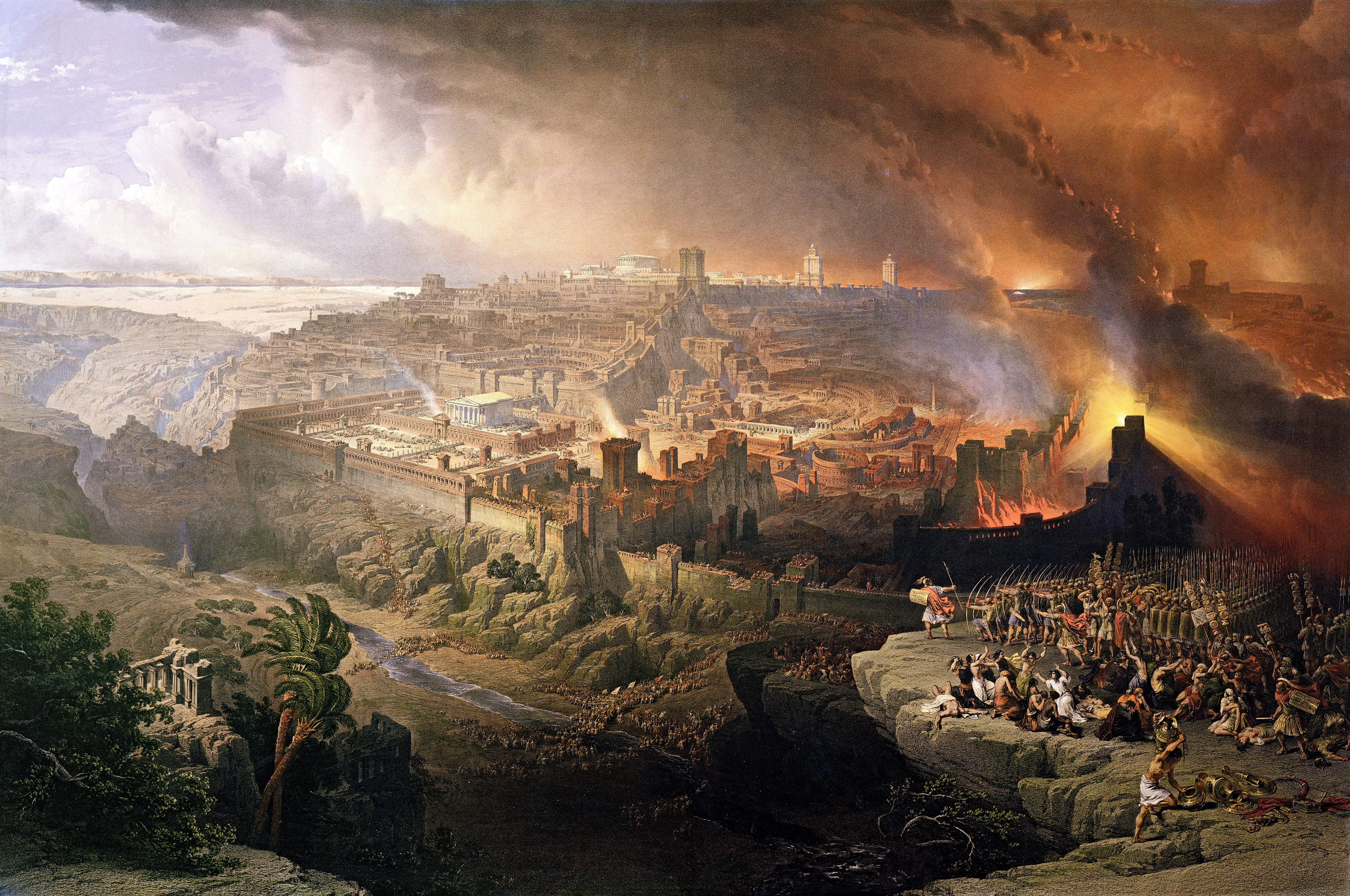
La Destruction de Jérusalem en l'an 70 par David Roberts (1850).

Pour l’approche prétériste, le Livre de Daniel cite des faits déjà accomplis au IIe siècle AEC. De même, le Discours sur le mont des Oliviers, tout comme  les passages apocalyptiques du Nouveau Testament, dont le livre de l’Apocalypse, portent sur la chute de Jérusalem  pendant la Première Guerre judéo-romaine et la destruction du Temple en l’an 70 EC : la Grande Tribulation annoncée a eu lieu à cette époque. La « fin des temps » annoncée par Jésus-Christ ne se situe donc pas dans l’avenir : elle est interprétée comme la fin de l’Ancienne Alliance  et l’avènement de la Nouvelle Alliance. 
Dans la mesure où le Discours sur le mont des Oliviers signifie que le christianisme marque l’accomplissement du judaïsme, le prétérisme s’inscrit dans la lignée de la théologie de la substitution.
Dans le domaine de l'exégèse historico-critique, une interprétation relevant du prétérisme peut aider à dater certains textes. Tel est notamment le cas du Discours sur le mont des Oliviers dans la narration qu'en donne l'Évangile selon Marc.